# Deszkatemplom
A Deszkatemplom a miskolci Tetemváron álló református templom, és mint a neve is mutatja, fából épült. Külső megjelenésében és belső kialakításában erdélyi építészeti elemek, motívumok dominálnak. A jelenlegi épület 1999-ben épült az előző másolataként, amelynek tervezője Szeghalmy Bálint, Miskolc főépítésze volt.
A mai templom helyén már három fatemplom állt ezelőtt, az első 1637-ben épült. Amikor annak az állapota nagyon leromlott, 1724-ben újat emeltek a helyére. Ennek a második templomnak az újjáépítésében elévülhetetlen érdemei vannak Bató István gazdag miskolci kereskedőnek, aki 1874-ben saját pénzén újíttatta fel, és végrendeletében alapítványt is létrehozott a templom céljaira. A felújítás ellenére a 20. század elején már ez a templom is menthetetlenné vált, ezért lebontották, és Szeghalmy Bálint tervei szerint új, monumentális, és az erdélyi, szatmári népi építészet formavilágát megjelenítő templomot építettek. A templomot 1938. szeptember 19-én avatták fel. A Deszkatemplomot 1997-ben felgyújtották, és a mai épület – az eredeti formavilágát megtartva – közadakozásból és állami támogatásból épült újjá Puskás Péter tervei szerint, Simon Gábor építész vezetésével, és 1999. május 2-án avatták fel.
A temetőben nyugszik Szabó Lőrinc édesanyja. A temetés a költőt megrendítő vers írására késztette, amely a Tücsökzene-ciklus utolsó kötetében (Helyzetek és pillanatok) jelent meg 1957-ben. A költemény címe: A miskolci „deszkatemplom”-ban.

## Az első templom
A mai templom helyén álló első templomot a szájhagyomány szerint 1637. szeptember 13-án avatták fel. Az információ Bató Istvántól származik, aki ennek kapcsán ezt mondta: „Hogy a templom 1637-ben épült, szüleinktől, ők ismét szüleiktől, azok pedig 1759-ben Négyesi Szepessy István főgondnoktól hallották.” A templomról szóló első hiteles dokumentum a város 1698-as jegyzőkönyve, amelyben feljegyezték: „Ebben az esztendőben zsindelyezték meg a Külső Temetőben lévő Isteni szolgálatra rendeltetett helyet”. A Külső Temető Miskolc új városrészének, a Nova Civitasnak volt a temetője. Az itt lévő egyszerű templom valószínűleg csak ravatalozásra szolgált. A magyar templomépítkezésben nem voltak ritkák a széles, vízszintesen elhelyezett deszkákból épített templomok. A tetemvári épület – építészeti analógiák tanulmányozása alapján – téglalap alaprajzú, keletelt, sövény vagy vízszintes deszka falazatú, nyeregtetős kivitelű lehetett. A kinézetére, építési módjára vonatkozó következtetés elsősorban Balogh Ilona és Várady József kutatásain alapul, akik sok száz templomot vizsgáltak meg.

## A második templom
A megromlott állapotú régi templom helyébe 1724-ben emeltek újat. Ennek költségeit a Tarczali Sámuel prédikátor által, 1724 tavaszán indított gyűjtés fedezte: „39 frt. 89 kr. collecte pénz gyűlt össze”. További hozzájárulásokból az összeg május 1-jére „136 frt. 90 dénár”-ra nőtt. Az összeget Faragó János főbírónak adták át, hogy hozassa rendbe a templomot. A főbíró azonban új templom építése mellett döntött, és megbízta „Sóry Zsigmond uramat” a faanyag beszerzésével a nyárádi erdőből, valamint intézkedett az alapozáshoz szükséges kövek kitermeléséről is, maga a főbíró pedig a „sín-vasakat” és a „léc-szögeket” szerezte be. A május 18-án beszállított fából egy Jakab nevű, a miskolci legendákból is ismert ácsmester készítette a gerendákat. Az oldalfalak kiképzéséhez 117 szál deszkát használtak fel (valószínűleg ezért és ettől kezdve nevezték a templomot Deszkatemplomnak). A kizárólag helyi munkaerő közreműködésével folyó építkezés szeptember vége felé ért véget, és „133 frt. 25 denárba” került, a begyűjtött összegből pedig 3 forint 65 dénár még meg is maradt. Az építkezésen dolgozó munkások számára magánosok hét hordó bort és egy hordó sört biztosítottak. Az épület T alaprajzú lett, így sikerült a befogadóképességét úgy növelni, hogy a temető környező sírjait ne kelljen megbolygatni. Erre utalnak a méretek is: a Deszkatemplom főszárnya 8,5 méter széles, a déli csak 7–7,4 méter széles volt, a bejárati főtömeg pedig alacsonyabb volt a főhajó tömegétől, ezt a domb ellensúlyozta. A templom favázas épület volt, függőleges deszkaburkolattal, tetőzete zsindelyezett, padlás nélküli kontyolt nyeregtető volt. A fény beáramlását hat fali és hat tetőablak biztosította. A templom tetejére míves bádoggombok kerültek.
A református közösség létszáma az 1780-as évekre annyira megnövekedett, hogy a két miskolci református templom (az avasi templom és a Deszkatemplom) már nem tudta ellátni az igényeket, csak úgy, hogy mindkét helyen két istentiszteletet tartottak egymás után. A gondokat csak az 1808 végére elkészült Kakastemplom oldotta meg, és ettől kezdve a Deszkatemplomot újra csak temetések alkalmából használták. 1817-ben azonban a Hunyadi utcai evangélikus templom villámcsapás miatt leégett, ezért két évig az evangélikusok a Deszkatemplomban tartották istentiszteleteiket. Pedig a templom lebontásának gondolata már 1806-ban felmerült, de a közösség ellenállása meghiúsította ezt a tervet, sőt, ugyancsak a hívők kérésére 1825-től a három nagy sátoros ünnepen istentiszteletet és úrvacsora osztást is rendeztek benne. Amikor 1845-ben az új templomot javították és festették, naponta tartottak istentiszteletet a folyamatosan romló állagú templomban.
1874-re a Deszkatemplom már életveszélyessé vált, és az egyháznak nem voltak forrásai a rendbetételére. Ekkor lépett elő Bató István, a korabeli Miskolc nevezetes személyisége, gazdag gabonakereskedő, aki elhunyt Eszter lánya emlékére vállalta, hogy saját költségén felújíttatja a templomot. A munkát gyors tempóban elvégezték: kicserélték a szarufákat és a tartóoszlopokat, helyreállították a zsindelyezést, mindezt 1788 forintos ráfordításból. A templom belsejében táblát helyeztek el „UJITT. SZÜLÉI BATÓ ESZTER EMLÉKÉRE 1874” szöveggel. Bató egyúttal végrendeletében intézkedett a templom jövőjéről is: „Ezen deszkatemplom tartassék fenn a legjobb karban időről-időre mindaddig, míg Miskolcz városában helvét-hitvallású protestáns egyházi tagok és Egyház leendenek… ha megégne is az, az alapjából deszkából és fából építtessék fel.”
A második tetemvári deszkatemplom 1937-ig állt, a búcsú istentiszteletet szeptember 11-én tartották.

## A harmadik templom

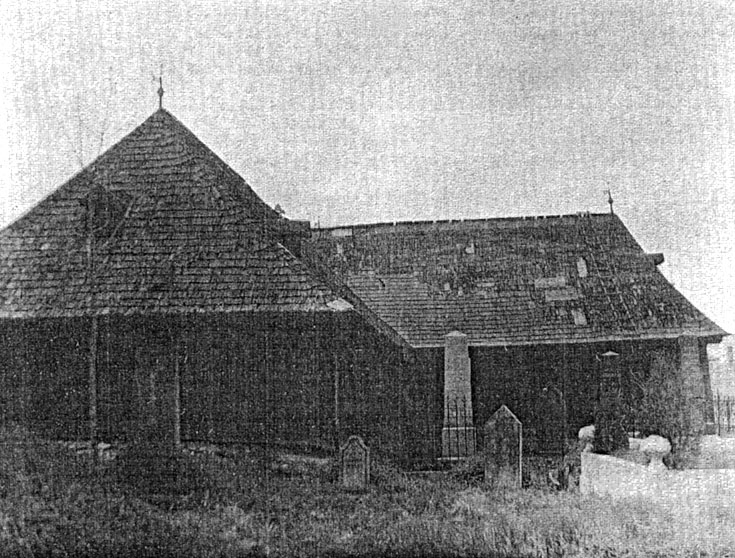
A régi, lebontásra ítélt, romos deszkatemplom az 1930-as években

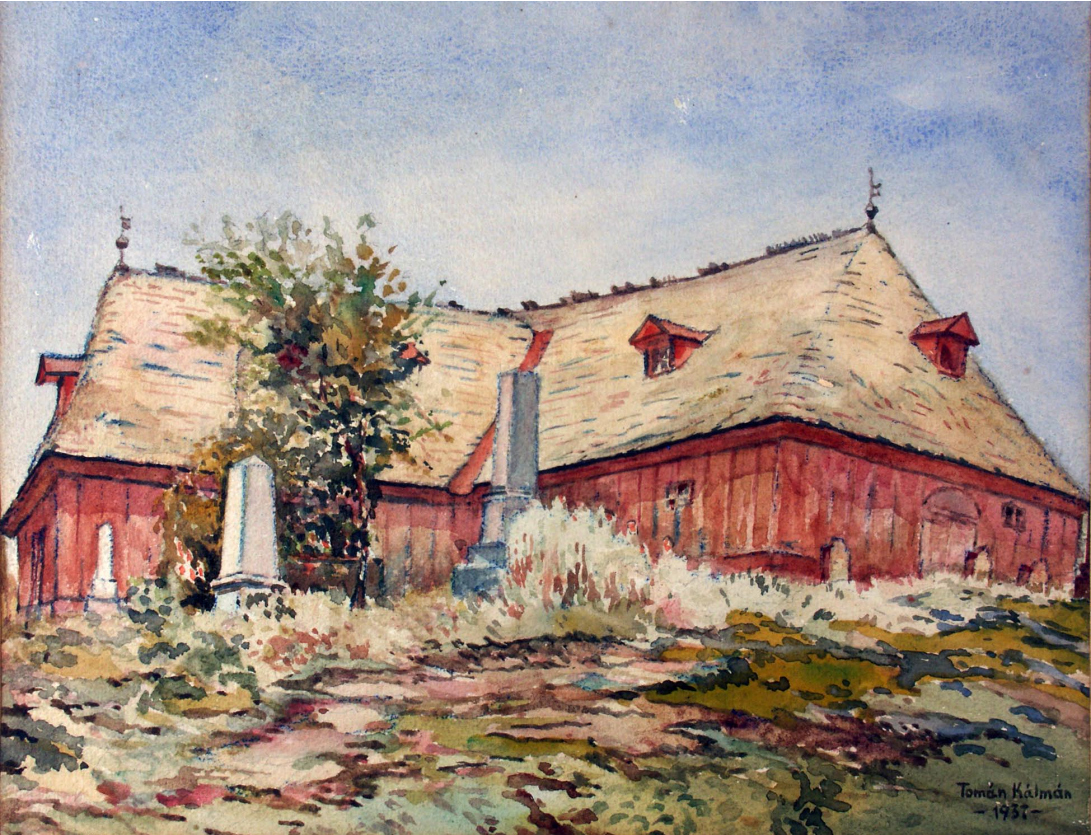
Tomán Kálmán festménye a lebontás előtti templomról, 1937

Az 1920-as évek végére a Deszkatemplom ismét nagyon leromlott állapotba került, az alapoktól a tetőig minden elkorhadt, „közel áll(t) az elenyészéshez”. 1929-ben az egyháztanács már beadványt is kapott, amiben a templom elbontását javasolták. Akkor ez még nem valósult meg, nagy ünnepeken (karácsony, húsvét, pünkösd) továbbra is használták. A templom ügye azonban egyre sürgetőbbé vált, és 1936 áprilisában ismét a presbitérium elé került, majd 1937 tavaszán, Farkas István lelkészelnök előterjesztése alapján határozatot hoztak, hogy – a Bató-hagyaték figyelembe vételével – új templomot kell építeni, a régi helyén. A bontás megkezdését azonban akadályozta az, hogy a templom műemléknek volt nyilvánítva. A Műemlékek Országos Bizottsága – Farkas István közbenjárására – végül Lux Kálmánt küldte ki ellenőrzésre, és a neves építész megállapította, hogy „…a miskolci református deszkatemplomnak nincsen semmiféle műemléki jellege…”, és javasolta a bontás engedélyezését.
A református egyháztanács a bontás előtt intézkedett a bontandó templom műszaki leírásának és rajzainak elkészítéséről.
A miskolci polgárok 1937. szeptember 11-én búcsú-istentisztelet keretében vettek búcsút a templomtól. A Felsőmagyarországi Reggeli Hírlap című napilap így írt az eseményről: „Református hívők százai búcsúztak el szombat este a három évszázados Deszkatemplom szúette gerendáitól, rozzant falaitól, hiányos zsindelyeitől. … Hétfőn recsegve-ropogva háromszáz év súlyával, terhével, szélviharával, történelmével, elsorolhatatlan emlékével romokba roskad a templom.” A bontásra kiírt pályázatot Kapus András és társai nyerték el 1931 pengőért. A munkálatokkal egy hét alatt végeztek. A gondosan végzett bontás során számos muzeális értékű emlék került elő, de a múzeumba került darabok azóta megsemmisültek.
Az egyháztanács egyházi lapokban tervpályázatot írt ki, amin „…részt vehet minden református vallású okl. építész, aki tagja a mérnöki kamarának”. A kiírás szerint fából készülő templomot kellett tervezni 500 főre, 320 ülőhellyel, toronnyal, és legfeljebb 50 000 pengő beruházási költséggel. A kinevezett bíráló bizottság összetétele: Farkas István püspök, lelkészelnök és Barabási Kun József dr. főgondnok mint elnökök, a tagok: Enyedy Andor, Pósa Péter lelkészek, Szűcs Sándor, Demes Béla, Leszih Andor múzeumi igazgató és két még meghívandó építész. A presbitérium előre kijelentette, hogy a bizottság döntését vita nélkül el fogja fogadni. A felhívásra négy jelszavas pályázat érkezett „Semper Reformari Debet”, „Magyar vallás”, „A hit” és „Az én hitem az én gazdagságom” címmel. A bíráló bizottság minden pályázatot alaposan kiértékelt, és közülük „A hit” címűt hirdette ki nyertesnek, mert – többek között – „Beépítési rendszerét tekintve a legmegfelelőbb terv. Kelet-nyugati tájolású, a mellékelt pontos terepfelvételek és szelvények mutatják, hogy az épület az emelkedő terepviszonyok figyelembe vételével nyert pontos elhelyezést.” A bizottság a jeligét tartalmazó borítékokat nem bontotta fel, csak az eredmény elfogadása után került nyilvánosságra a tervező építészek neve. Eszerint a „Semper Reformari Debet” jeligéjű terv szerzője Gulyás László diósgyőr-vasgyári építész, a „Magyar vallás” készítője Szeghalmy Bálint, „A hit” építésze vitéz Hercegh Zsigmond budapesti építész, „Az én hitem az én gazdagságom” című tervezője pedig Kalas Imre miskolci építészmérnök volt. Csak később derült ki, hogy a győztes pályamunkát is Szeghalmy Bálint, Miskolc város főmérnöke készítette a legnagyobb titokban, és barátja, Hercegh Zsigmond építész neve alatt nyújtotta be. Noha suttogtak róla, hogy valójában Szeghalmy pályázata, a kiviteli tervek elkészítésével Herceghet bízták meg. Nem tudni, mikor derült ki, hogy a tervező ténylegesen Szeghalmy Bálint.
Az új Deszkatemplom alapkövét 1937. szeptember 26-án tették le. A kőműves vállalkozó Szabó István, az ács Hován Lajos, az asztalos a Szollár és Thomász cég volt. A költségeket a Bató-alap, az egyház által felvett 50 000 pengő jelzálogkölcsön, a városi tanács által biztosított 9000 pengő, valamint egyéni adományok biztosították. Juhász Gyuláné például 2000 pengőt adott, a Juhász család adományozta az Ödön nevű harangot, a Mánik család a Sándor harangot, Szeghalmy Bálint toronyvégző fadíszt, a Földművelési Minisztérium nyolc köbméter fát stb. A fagerendák „a Tátra bérczeiről hozott hatalmas fenyőrönkökből” készültek. Az építkezés összköltsége 77 279 pengő 86 fillér volt. A templomot 1938. szeptember 19-én avatták fel. Ekkor már kiderült a valódi tervező személye, mert az egyháztanács december 19-ei ülésén Farkas István püspök már Szeghalmynak köszönte meg meleg szavakkal a munkáját: „A hálának és elismerésnek szavakkal ki nem fejezhető köszönet illeti meg Szeghalmy Bálint városi műszaki tanácsos urat, kinek fáradsága és áldott tehetsége hozta létre a felépült Deszkatemplomot.”
A templom külső, belső megjelenése Szeghalmy építészeti hitvallását tükrözi, amelyben a szülőföld, Erdély építészeti hagyományainak tisztelete volt a meghatározó. A templom kelet-nyugati tájolással épült. Tornya a délnyugati oldalon csatlakozott a főtömeghez, és négy fiatoronnyal rendelkezett. Hangsúlyos eleme volt az alsó boronafal, a tornyokat díszítő, népi faragásos csipkézett deszkaburkolat és a zsindelyfedés, amely akkoriban még zöld színű volt. A nyílászárókat fehér, kék és piros színezéssel látták el. A belső térben a padsorok két oldalt helyezkedtek el, amit más padsorok is kiegészítettek. A tér két oldalán oldalfülkék voltak, a torony alatti részben gótikus boltívvel díszített ravatalozót helyeztek el. A szószék, a papi szék és az úrasztala a ravatalozóval szemben helyezkedett el. Ezt az elrendezést az 1950-es években megváltoztatták, az elemeket a templom tengelyébe helyezték át. A templom Rieger-orgonája 1950-ben készült, 1956-ban pedig még bővítették. A templomot 1957-ben renoválták, 1969-ben kicserélték a teljes zsindelyezést (60 000 zsindellyel), 1981-ben a tetőzetet renoválták, 1984-ben pedig a belső felújítás keretében központi fűtést szereltek be.
A Deszkatemplomot 1997. december 4-ére virradó éjjel felgyújtották, és teljesen leégett. Egy elborult elméjű fiatal férfi volt az elkövető. Szomorú érdekesség, hogy Szeghalmy Bálint másik faépítménye, a miskolciak kedvelt avasi kilátója szintén a tűz martaléka lett, 1956-ban.

## A negyedik templom

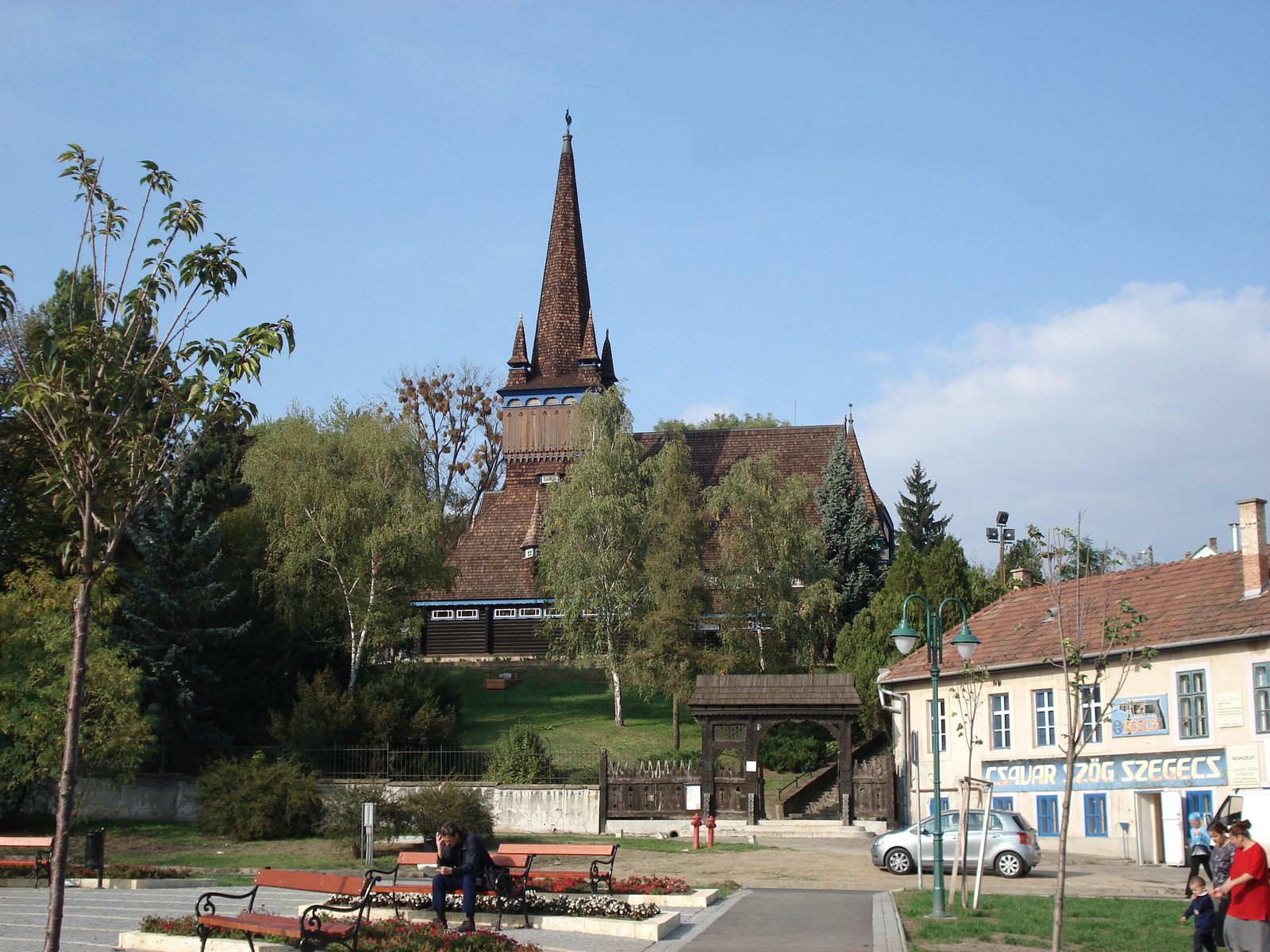
Az újjáépített deszkatemplom a Petőfi térről

A tűzvészt követően azonnal közadakozás indult meg, és a város polgárainak, a híveknek egyöntetű véleménye az volt, hogy nem új tervezésű templomot akarnak, hanem a leégett templomot kell újjáépíteni. A helyreállítás koordinálására felállt bizottságnak ugyanez volt a véleménye, azzal kiegészítve, hogy ami a tűzvész után megmaradt, hasznosítható, azt konzerválni kell és fel kell használni az újjáépített templomban. Az új tervek elkészítése során felhasználták az eredeti terveket és fotókat, és ehhez képest a megvalósításhoz három helyen módosítottak: a főtorony alatti raktárakat (eredetileg hullakamrának épültek) a templomtérhez kapcsolták, a torony téglaszerkezetében előtűnt csúcsíves nyílás felhasználásával emeleti toronykarzatot alakítottak ki, valamint kissé megnövelték az orgonakarzatot, miközben az orgonát úgy építették be, hogy az ne takarja a főbejárat fölötti ablakot. A leégett templom ötvenes években készült lineáris elrendezését az eredeti terveknek megfelelően axiálissá alakították. A vezető tervező Puskás Péter volt, az újjáépítést Simon Gábor építész vezette.
A belső tér látható faszerkezetei vörösfenyőből, a többi rész borovi és lucfenyőből készültek. A hasított lucfenyő zsindelyek Erdélyből érkeztek, a szepesváraljai római katolikus püspök mintegy egymillió forintos faanyagot ajándékozott a tető deszkázatához, a díszítéseket Erdélyből, Alsócsernátonból érkezett fafaragók készítették. A templomépítés során nagy figyelmet fordítottak a tűzvédelemre: a faanyagot UV-, gomba- és tűzvédelemmel látták el, a zsindely lécezése alá pedig horganyzott acéllemezt építettek be.
A templom belső berendezésének terveit egy hatfős belsőépítész csoport készítette el, Rudolf Mihály vezetésével. A belső tér dúsan faragott, hársfából és vörösfenyőből készült. A kialakításban számos képzőművész működött közre, a miskolci Jószay Zsolt szobrászművész például a szószék koronáján álló Főnix faszobrot, az örök újjászületés jelképét készítette el. A nyugati ólomüvegek Horváth Mária, a keleti ólomüvegek pedig Kovács Keve János munkái. A megrongálódott harangok helyett újak készültek Gombos Lajos őrbottyáni harangöntő mester műhelyében. Az Ödön-harang 360 kilogrammos, a Sándor-harang 193 kilogrammos lett. Az új, 21 regiszteres, kétmanuálos, mechanikus orgona 2000-re készült el, Albert Miklós munkája.
A harangszentelést az 1938. évi templomavatás hatvanadik évfordulóján, 1998. szeptember 18-án tartották meg. Az év végére a templom már olyan készültségi állapotban volt, hogy a hívek gyertyafény mellett ünnepelhették a karácsonyt. A templom 1999 januárjában új díszkivilágítást is kapott, az ÉMÁSZ adományaként. A Deszkatemplom felszentelési ünnepsége 1999. május 2-án volt. A templom déli oldalában helyezték el a Szeghalmy-sírhelyet, amely az építész külföldről hazahozott hamvait tartalmazza. 2015-ben – a régi kazán meghibásodása miatt – korszerűsítették a fűtési rendszert a Deszkatemplomban.

## A temető híres halottai
A Deszkatemplom melletti ún. „Deszkatemetőben” Miskolc több híres polgára nyugszik.
- Bató István (1812–1890) kereskedő
- Budai József (1851–1939) pedagógus, pomológus
- Csáthy Szabó István (1834–1903) üzletember, a villamosközlekedés megszervezője
- Csorba György (1869–1945) pedagógus
- Diószeghy Dániel (1900–1969) kohómérnök
- Farkas István (1879–1941) püspök
- Gálffy Ignác (1859–1940) pedagógus, iskolaigazgató, régész
- Gálffy Imre (1894–1957) polgármester
- Haller József (1876–1935) egyházi főgondnok
- Horváth Barna (1936–2009) esperes
- Kopátsy Sándor (1922–2020) közgazdász
- Kovács Lajos (1839–1915) polgármester
- Kun Bertalan (1817–1910) püspök
- Mikuleczky István (1843–1905) egyházi főgondnok
- Misley Emese (1943–1956) az 1956-os forradalom áldozata
- Mokry-Mészáros Dezső (1881–1970) festőművész
- Nagy Gy. Margit (1931–2015) gobelin- és tűzzománcművész
- Nyíri Dániel (1879–1932) levéltáros
- Perjéssy László (1906–1985) lelkész
- Révész Kálmán (1860–1931) püspök
- Szeghalmy Bálint (1889–1963) építész, a Deszkatemplom tervezője; hamvait 2000-ben hozták haza
- Szentpáli István (1861–1924) polgármester
- Szilágyi Miklós (1859–1945) gépgyáros, presbiter
- Szűcs Miklós (1820–1886) jogász
- Szűcs Sámuel (1819–1889) ügyvéd, naplóíró
- Szűcs Sándor (1872–1939) mérnök
- Terplán Zénó (1921–2002) gépészmérnök, egyetemi tanár, akadémikus
- Tóth Pál (1843–1903) pedagógus, író
- Tüdős István (1866–1918) püspök
- Varga Miklós (1928–2018) szobrász

## Képek

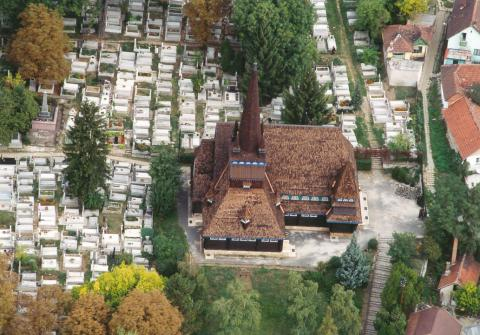
A Deszkatemplom légifotója
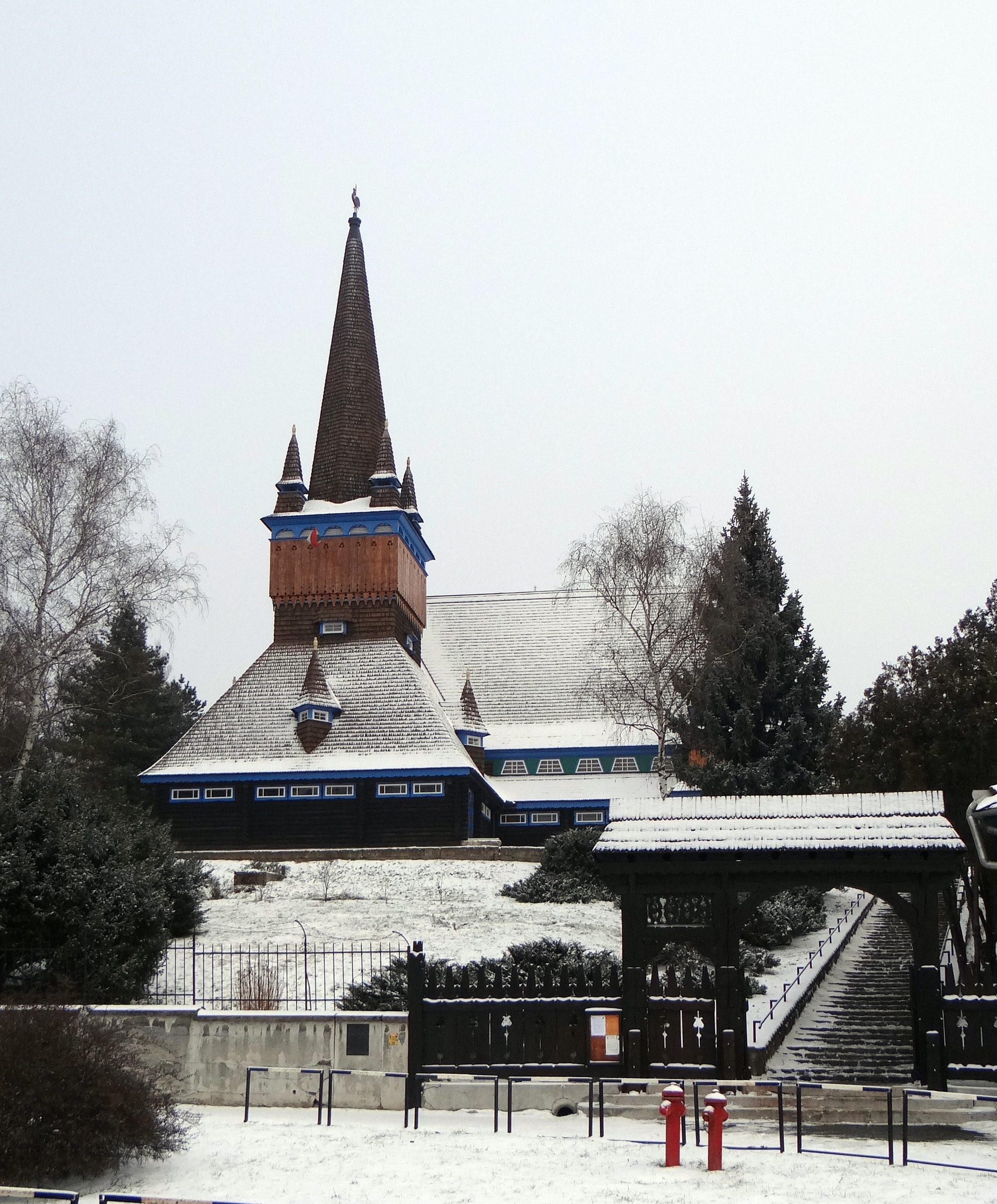
A templom télen
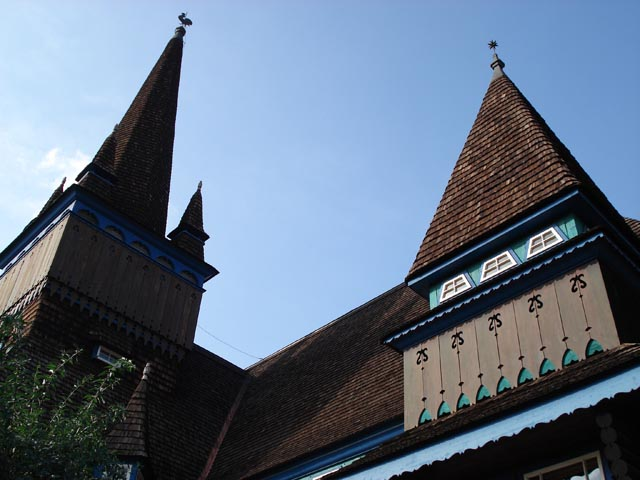
Templomrészletornya
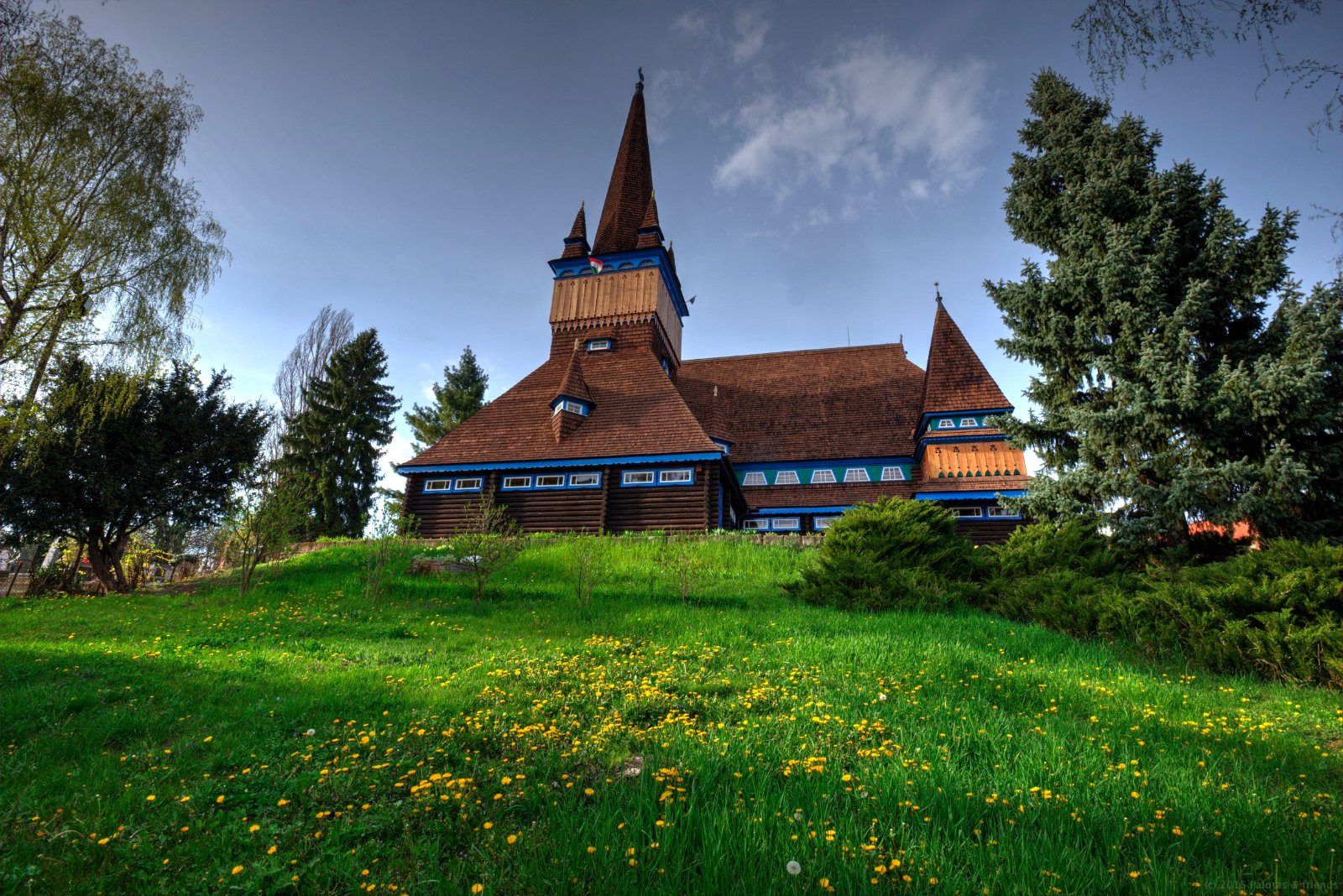
A templom délről
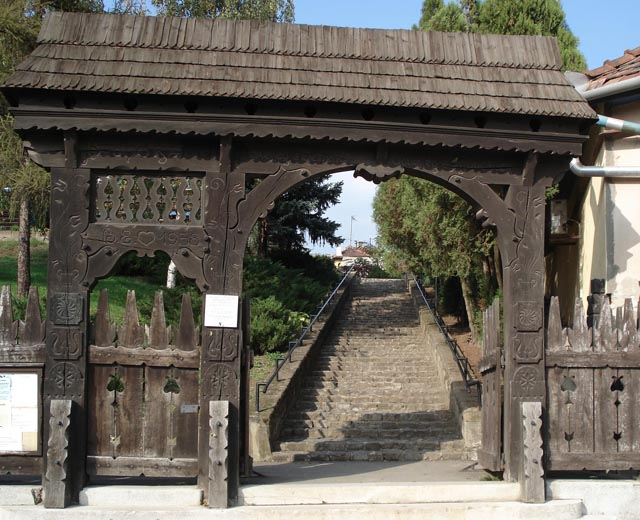
A Bató-kapu
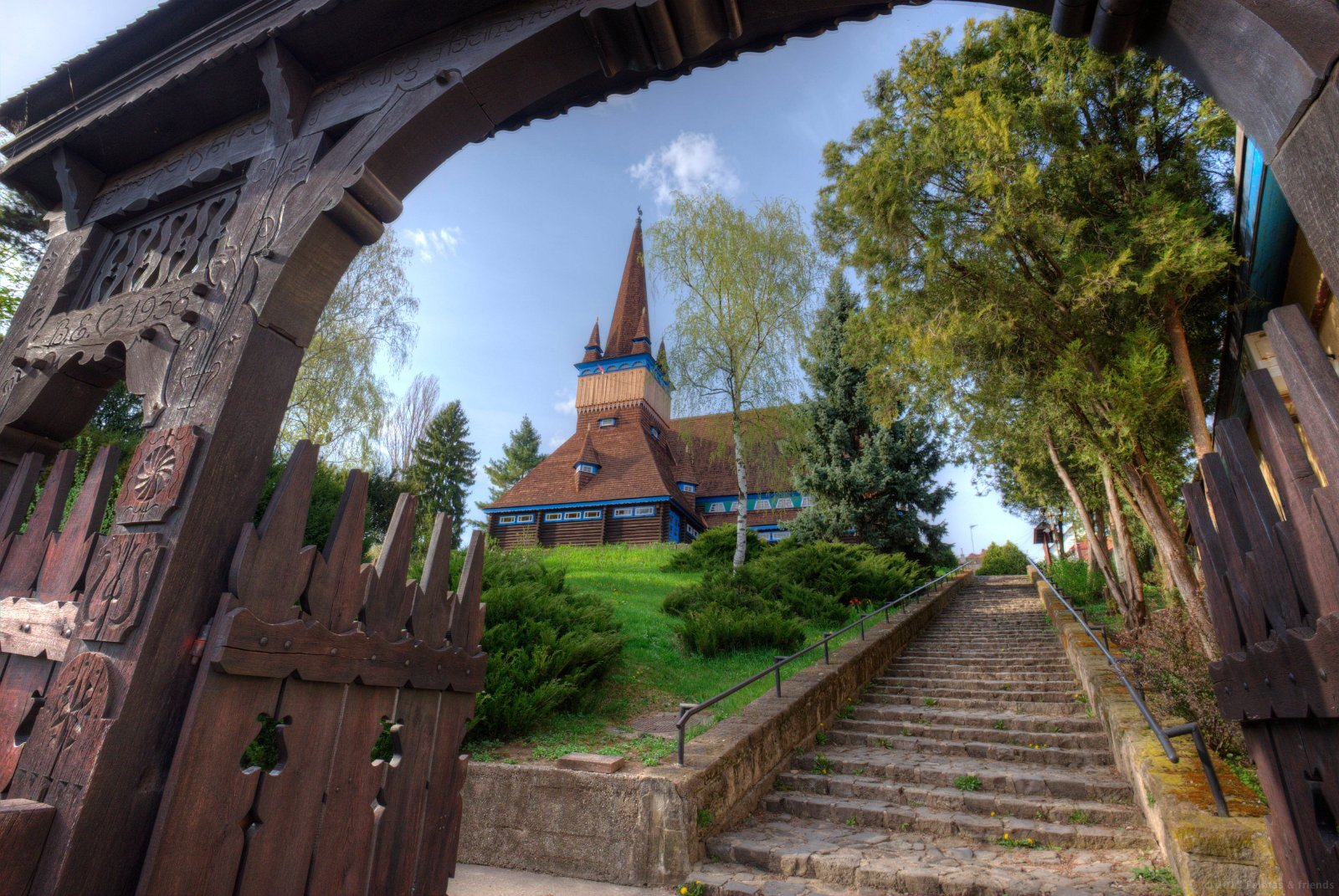
A templom a kapu felől